# شكة دبوس (فلم)
شكة دبوس هو فيلم مصري دراما تم إنتاجه عام 2016. وتم عرضه في مصر تاريخ 6 يناير 2016. وفي الإمارات العربية المتحدة تاريخ 7 ابريل 2016. الفيلم من بطولة: خالد سليم، مي سليم، محمد شاهين،نسرين أمين وسامية الطرابلسي.

## القصة
بعد مكوثه لفترة طويلة في دولة الكويت، يقرر الصيدلاني سيف سراج الدين (خالد سليم) العودة إلى مصر مرة أخرى من أجل الاستقرار والبدء في تأسيس وافتتاح سلسلة صيدليات، وفي وسط انهماكه بالعمل، يدخل سيف في علاقة حب لكنها تفضي إلى مفاجأة غير سارة بسبب تطبيق Truecaller الذي يستطيع التعرف على اسم المتصل حتى لو لم يكن مسجلًا على الهاتف الجوال

## بطولة
- خالد سليم (سيف سراج الدين)
- مي سليم (شاهيناز)
- محمد شاهين (عمرو)
- نسرين أمين (هدير)
- سامية طرابلسي (ساسو)
- سامي مغاوري (رئيس التحرير)
- سعيد صديق (والد شاهيناز)
- حمدي السخاوي (الدكتور نشأت)
- أسامة عبدالله
- وائل عبد العزيز (شقيق شاهيناز)
- صلاح عبد الله
- مروان عرفان

## طاقم العمل
- أحمد عبدالله صالح (مخرج)
- أيمن عبدالرحمن (مؤلف)
- أحمد عبدالله صالح (قصة)

## روابط خارجية
- مقالات تستعمل روابط فنية بلا صلة مع ويكي بيانات